# Dionisia Nazarre
Dionisia Nazarre (1765- † 1860) fue una patriota argentina, esposa de Martín Grandoli. Es considerada una de las Patricias Argentinas.

## Biografía
Dionisia Nazarre nació en Buenos Aires, Gobernación del Río de la Plata, el 9 de octubre de 1765, hija de Antonio Nazarre y de Teresa Pérez de Asiain.
Contrajo matrimonio el 14 de abril de 1803 con Martín Grandoli, nativo de Rosario (Argentina), comerciante de yerba y granos radicado en Buenos Aires, quien había enviudado de Juana de la Cruz Pando con quien había casado el 2 de agosto de 1785.
Ella, al igual que su familia y la de su marido, adhirió a la Revolución de Mayo de 1810. Grandoli se desempeñó como alcalde de barrio en 1810, alcalde de 2° voto en el cabildo patriota, síndico procurador en 1811, asambleísta constituyente en 1812, alcalde de 2° voto y regidor en 1813 y 1815 y fiel ejecutor.
El primer objetivo de la Expedición Auxiliadora sería la provincia de Córdoba, donde se organizaba la resistencia alrededor del héroe de la reconquista Santiago de Liniers.

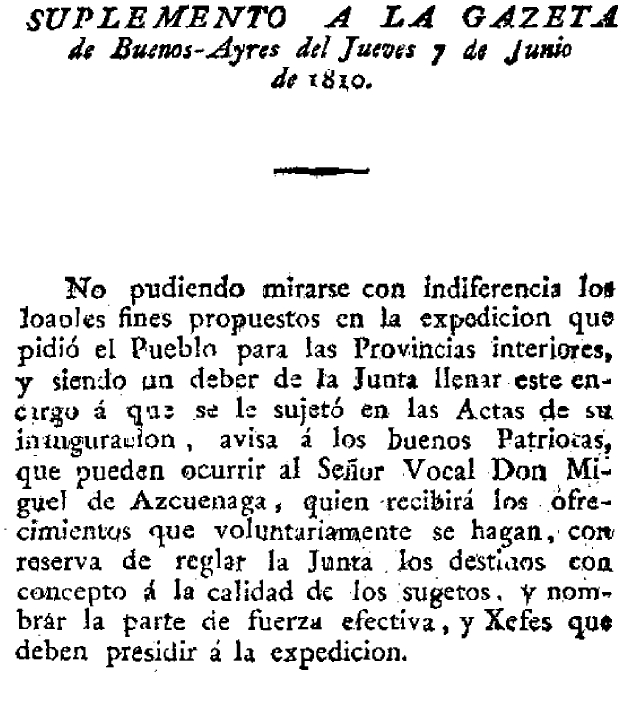
Resolución del 7 de junio de 1810.

El Cabildo del 25 de mayo había asignado recursos para organizar el nuevo ejército: los sueldos del Virrey Baltasar Hidalgo de Cisneros y de otros altos empleados de su administración. No obstante sea por resultar insuficientes o como medio para movilizar y comprometer a los vecinos con la causa se inició una suscripción pública. 
El 7 de junio la Gazeta de Buenos Aires publicó una resolución en los siguientes términos: "No pudiendo mirarse con indiferencia los loables fines propuestos en la expedición que pidió e pueblo para las provincias interiores, y siendo un deber de la Junta llenar este encargo  a que se le sujetó en las actas de su inauguración, avisa a los buenos patriotas que pueden concurrir al señor Vocal don Miguel de Azcuénaga, quien recibirá los ofrecimientos que voluntariamente se hagan, con reserva de reglar la Junta los destinos, con concepto a la calidad de los sujetos y nombrar la parte de fuerza efectiva y jefes que deben presidir la expedición".
Iniciada la suscripción para la también llamada "expedición de Unión de las Provincias interiores" Dionisia Nazarre apareció en la lista de donativos publicada por La Gaceta contribuyendo con dos onzas de oro, de manera similar a su hermana Benita Nazarre, quien contribuyó con 25 pesos fuertes.
Con esos donativos y los que se hicieron en varias provincias, un mes después la Junta pasaba revista en Monte Castro a más de mil hombres.
Falleció en su ciudad natal el 26 de octubre de 1860.